# Сант-Агата-де-Готи
Сант-Агата-де-Готи (итал. Sant'Agata de' Goti) — коммуна в Италии, располагается в регионе Кампания, в провинции Беневенто.
Население составляет 11 435 человек (2008 г.), плотность населения составляет 180 чел./км². Занимает площадь 63 км². Почтовый индекс — 82019. Телефонный код — 0823.
Покровителями коммуны почитаются святая Агата, празднование 5 февраля, святой первомученик Стефан, а также святой Альфонсо Лигуори.

## Культура
В Сант-Агата-де’-Готи находится культурно-археологический музей всей местной епархии. В этом музее существует специальный раздел, который посвящён местам, где жил святой Альфонсо Лигуори.

### Культурные мероприятния
- Кинофестиваль в Саннио [1].
- Фестиваль цветов в Corpus Domini. Каждый год на улочках города проходят праздничные процессии.
- http://www.suoniditerra.org/, мультидисциплинарный фестиваль, проходящий каждый год в последнюю неделю августа.

## Демография
Динамика населения:

## Администрация коммуны
- Официальный сайт: https://web.archive.org/web/20120603085311/http://www.comune.sant-agata-de-goti.bn.it/